# Jacobikerk (Racibórz)
De Sint-Jacobuskerk (Pools: Kościół św. Jakuba) is een kerkgebouw in het Poolse Racibórz (Ratibor), een stad in het district Raciborski van de provincie Silezië. De kerk betreft de voormalige kloosterkerk van de Dominicanen.

## Geschiedenis

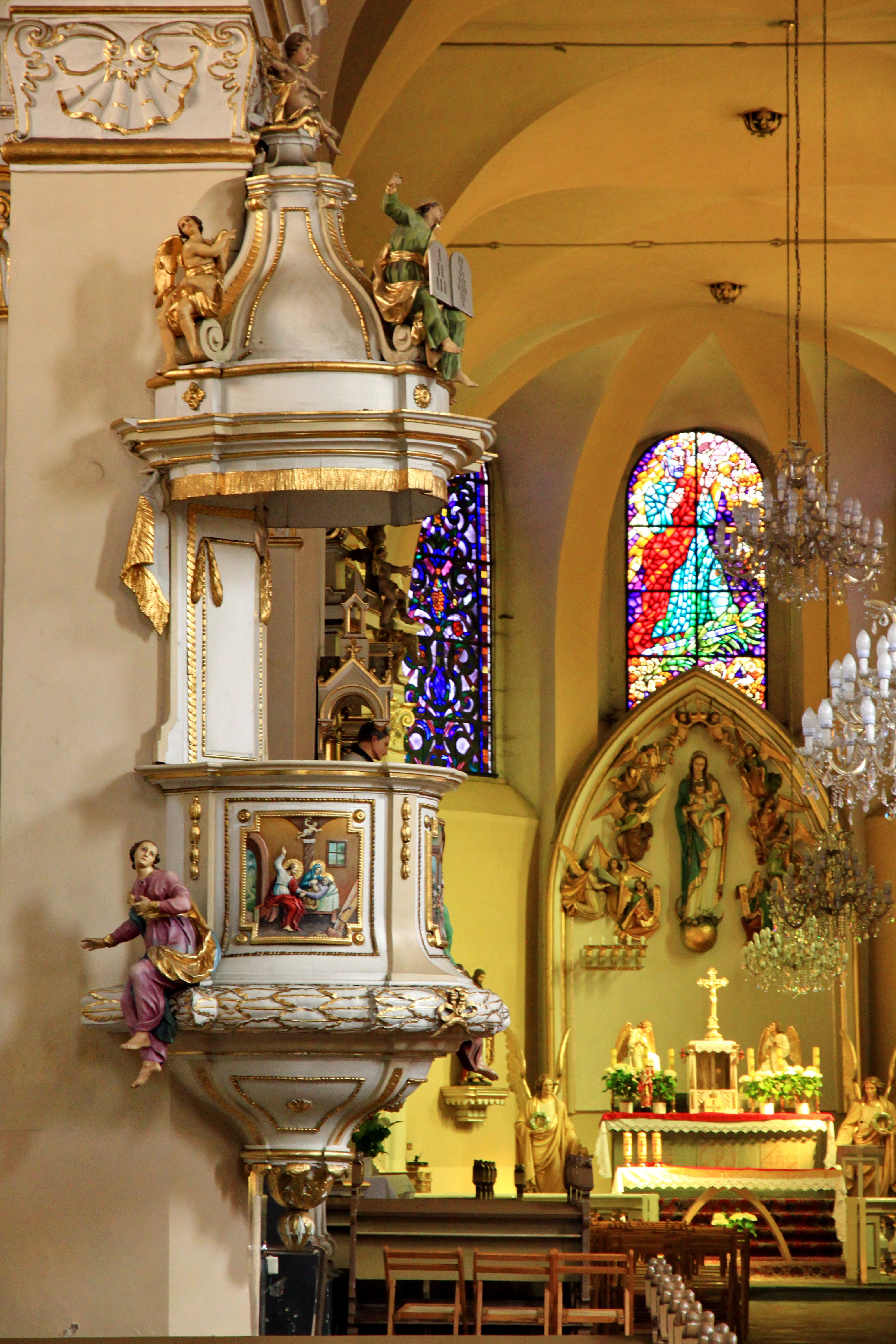
Interieur

Het eenschepige, vroeggotische gebouw, dat voor het eerst werd vermeld in het jaar 1285, ontstond in de 13e eeuw. Na een brand in 1637 moest de kerk worden herbouwd. Uit die tijd dateert ook de barokke dakruiter. De kloosterbouwen werden na de opheffing van kloosters door de Pruisische autoriteiten in de jaren 1820 gesloopt. De beschadigingen die de kerk opliep in de Tweede Wereldoorlog werden in de jaren 1945-1947 hersteld.
In de kerk worden op gezette tijden naast Poolstalige missen ook Duitstalige missen en missen voor de jeugd gevierd.

## Trivia
Poolse onderzoekers zijn van mening dat in het voormalige Dominicaanse klooster van Racibórz er voor het eerst Pools werd geschreven. Dit vond plaats in de 12e eeuw, een tijd dat de Mongolen Polen binnenvielen en reeds tot Liegnitz waren genaderd. Naar verluidt zou de Poolse historicus Jan Długosz de kroniek met de eerste Poolse zin gebruikt hebben om zijn geschriften te voltooien.